# Брэкенридж, Хью Генри
Хью Генри Брэкенридж (6 октября 1870 — 4 ноября 1937) — американский художник.

## Биография
Хью Генри Брэкенридж родился в 1870 году. Окончил Пенсильванскую академию изящных искусств. В 1892 году учился у Вильяма Бугро в Париже. Вместе с Уолтером Скофилдом путешествовал по Европе. В 1894 году вернулся в Филадельфию, где стал преподавателем в Пенсильванской академии изящных искусств. Брэкенридж открыл свою школу в Глостере. Среди его учеников были Эдит Эмерсон, Джон Марин, Маргарет Ралстон Гест, Элизабет Китченмен Койн, Нэнси Мэйбин Фергюсон, Мэри Элизабет Прайс, Сюзетт Шульц Кист, Мод Дрейн Брайант и другие.